# São João de Meriti
São João de Meriti é um município da Região Metropolitana do Rio de Janeiro, no estado do Rio de Janeiro, no Brasil. Localiza-se a 22º48'14" de latitude sul e 43º22'20" de longitude oeste, a uma altitude de dezenove metros. O município possui uma população de 440 962 habitantes de acordo com o Censo Demográfico 2022 divulgado pelo Instituto Brasileiro de Geografia e Estatística, contra os 458 673 habitantes encontrados pelo censo de 2010.
Foi um dos distritos iguaçuanos (ao lado de Vila da Estrela) mais importantes no século XIX, porém só tornou-se município no ano de 1947, quatro anos após a emancipação de Duque de Caxias da cidade de Nova Iguaçu.
Localiza-se na região da Baixada Fluminense, na Região Metropolitana do Rio de Janeiro. Ocupa 34,838 km² de área. Os meritienses identificam-se linguística e culturalmente como cariocas da Baixada, e não como fluminenses.

## Topônimo
"Meriti" é oriundo do termo da língua tupi antiga meriti'yba, que significa "pé de buriti", através da junção de meriti (buriti) e 'yba (pé).

## História
As terras que conhecemos hoje como São João de Meriti, cortadas pelos rios Sarapuí, Meriti e Pavuna, conhecidas antes como Freguesia de Meriti, correspondiam, nos séculos XVII e XVIII, a um território composto por fazendas e capelas religiosas. Nessa época, a região era um importante produtor de milho, mandioca, feijão e açúcar.
Em 1833, a vila Merity passou a integrar a vila de Iguaçu e depois Maxabomba, atual Nova Iguaçu. Junto com Vila da Estrela,  Vila Inhomirim, Nossa Senhora do Pilar, Nossa Senhora da Conceição do Marapicu e Santo Antônio de Jacutinga, eram as Freguesias mais antigas de Vila Iguaçu, hoje atual Nova Iguaçu, e em 1947 o município de São João de Meriti foi criado.
No inicio do século XX, a cidade passou a receber inúmeros imigrantes portugueses, italianos, judeus, sírios e libaneses. Dentre as famílias mais tradicionais e abastadas da cidade, destacamos as do Comendador Manuel Antônio Sendas, Valadão, Rasuck, Comendador Benedito Amaro, Telles de Menezes e Comendador Agostinho Francisco Paulucci.
Alguns personagens tiveram grande destaque no cenário social, empresarial e político. Destacam-se o empresário Arthur Antonio Sendas, um dos maiores no ramo varejista do país, também a baronesa Geuza Alvarenga Amaro, uma das últimas brasileiras a possuir tal titularidade por concessão.
Considerada uma cidade-dormitório, Meriti é cortada pela Rodovia Presidente Dutra, que interliga a cidade a outros pontos do estado do Rio de Janeiro.
Formada basicamente por zonas residenciais, Meriti possui alguns centros comerciais: o Centro, Vilar dos Teles (antigamente chamada de "Capital do Jeans"), o Shopping Grande Rio, Coelho da Rocha, São Mateus, bem como outros de menor expressão.
Recentemente, a cidade tornou-se um importante centro cultural, sendo o lar de IPAHB e SESC. Também é a cidade natal do escritor Lasana Lukata e do jogador de voleibol André Nascimento. No cenário televisivo nacional, Meriti é lembrada através do personagem humorístico Paulinho Gogó, fictício morador do bairro da Venda Velha (atual Fonte Carioca), criado pelo ator carioca Mauricio Manfrini, que já residiu na região.
Meriti foi também a cidade onde residiu os últimos anos de sua vida o gaúcho João Cândido, o Almirante Negro, líder da Revolta da Chibata, e um dos lutadores mais proeminentes na defesa dos direitos das pessoas negras. Os descendentes de João Cândido vivem até os dias atuais em Meriti.
No centro da cidade se encontra uma das igrejas batistas mais relevantes da denominação batista do Brasil, a Primeira Igreja Batista de São João de Meriti. Fundada em 18 de janeiro de 1925, a igreja se destaca por sua firmeza doutrinaria e longos períodos ministeriais, além da contribuição na plantação de outras igrejas.
No bairro de Coelho da Rocha encontra-se um dos mais tradicionais e respeitados centros de cultura das religiões de origem Afro no Brasil, a Casa de Candomblé Ilê Axé Opô Afonjá que em grafia na língua portuguesa, tem como tradução literal: Casa da Força sustentada por Xangô. Esta casa foi fundada em 1896 e hoje é tombada pelo INEPAC – Instituto Estadual do Patrimônio Cultural.

### Emancipação
A região do atual município de São João de Meriti, que era conhecida como Freguesia de São João do Orago do Rio Merity, foi incorporada ao município de Nova Iguaçu como seu 4º Distrito ainda no século XIX.
Em 1943, Duque de Caxias (até então o Distrito mais novo de Nova Iguaçu), emancipou-se de Nova Iguaçu, e levou com ela Vila Merity, que incorporou a região da nova cidade e tornando-a seu 2º Distrito.
Quatro anos depois, em 1947, ocorreu a emancipação do município sob o nome de São João de Meriti.
Com a independência administrativa de Nova Iguaçu, Caxias e Merity Receberam um território gigantesco, levando consigo várias províncias, freguesias, distritos, e parte da Serra do Tinguá e a costa da Baía de Guanabara dos iguaçuanos, porém os políticos Caxienses não satisfeitos, fizeram uma manobra e incorporaram a maior parte do território da antiga Vila da Estrela e  do distrito de  Merity dada por Nova Iguaçu ainda no século XIX, e com isso Merity foi deslocado para seu atual Território e sua antiga área administrativa que incluía o atual centro comercial de Duque de Caxias ficou com o Recém emancipado distrito.

### A polêmica mudança de nome (estação Ferroviária)
A 28 de fevereiro de 1884, quando ainda era território de Nova Iguaçu, iniciou-se o trabalho para assentamento dos trilhos, o que levaria dois anos, até sua chegada em Meriti, em 23 de abril de 1886. Essa mudança de nome da estação de Merity para Caxias, foi liderada por Manoel Reis, influente político em Nova Iguaçu, município ao qual pertencia Merity. Em 1932, foi feito um abaixo-assinado ao então interventor do estado Plínio Casado, pedindo a troca das tabuletas da antiga estação.
O Correio de Iguassú, vanguardeiro das grandes causas, assim registrou o evento no dia 22 de maio de 1932: "Apesar de oficializada a nova designação, o nome de Merity continuava no alto da Estação local, causando a mais justa estranheza". Procurando corrigir essa verdadeira anomalia, o Sr. Jayme Fischer Gambôa entrou em entendimento com os diretores da Companhia, não lhe sendo difícil conseguir aquiescência imediata para a mudança da referida tabuleta e com essa manobra em 1943 com a emancipação de Nova Iguaçu, Caxias ficou com seu atual centro comercial.

## Subdivisões de São João de Meriti
São João de Meriti é administrativamente dividido em 21 bairros e 3 distritos.
| Bairros            |
| ------------------ |
| Agostinho Porto    |
| Centro             |
| Coelho da Rocha    |
| Éden               |
| Engenheiro Belford |
| Grande Rio         |
| Jardim Meriti      |
| Jardim Metrópole   |
| Jardim Sumaré      |
| Parque Alian       |
| Parque Analândia   |
| Parque Araruama    |
| Parque Novo Rio    |
| Parque Tietê       |
| São Mateus         |
| Tomazinho          |
| Venda Velha        |
| Vila Norma         |
| Vila Rosali        |
| Vilar dos Teles    |
| Vila Tiradentes    |

| Distritos          |
| ------------------ |
| Coelho da Rocha    |
| São João de Meriti |
| São Mateus         |

### Galeria de imagens

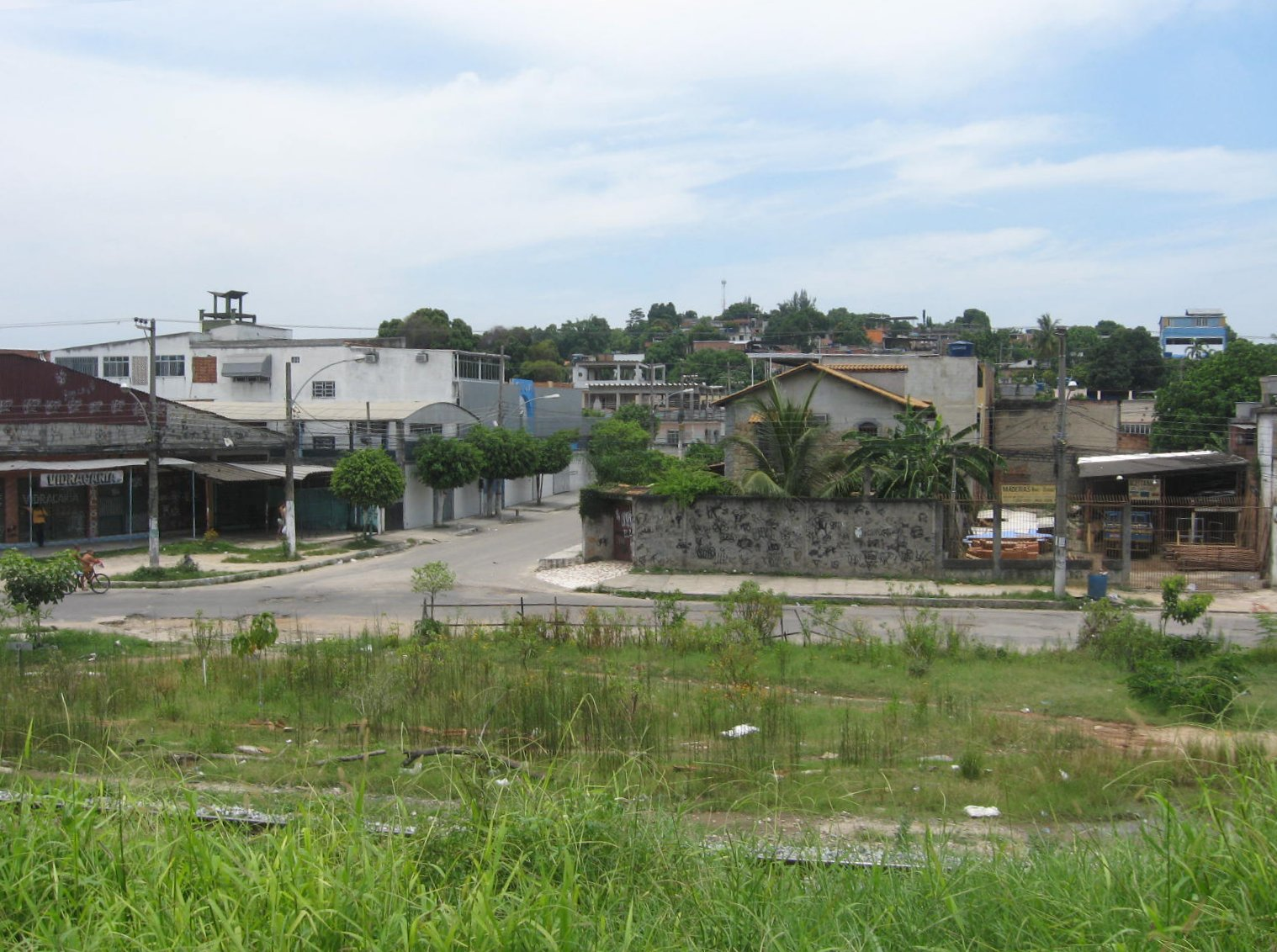
Éden
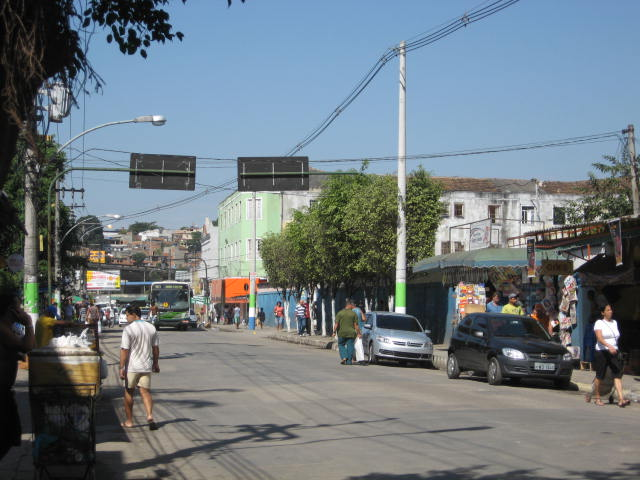
Centro
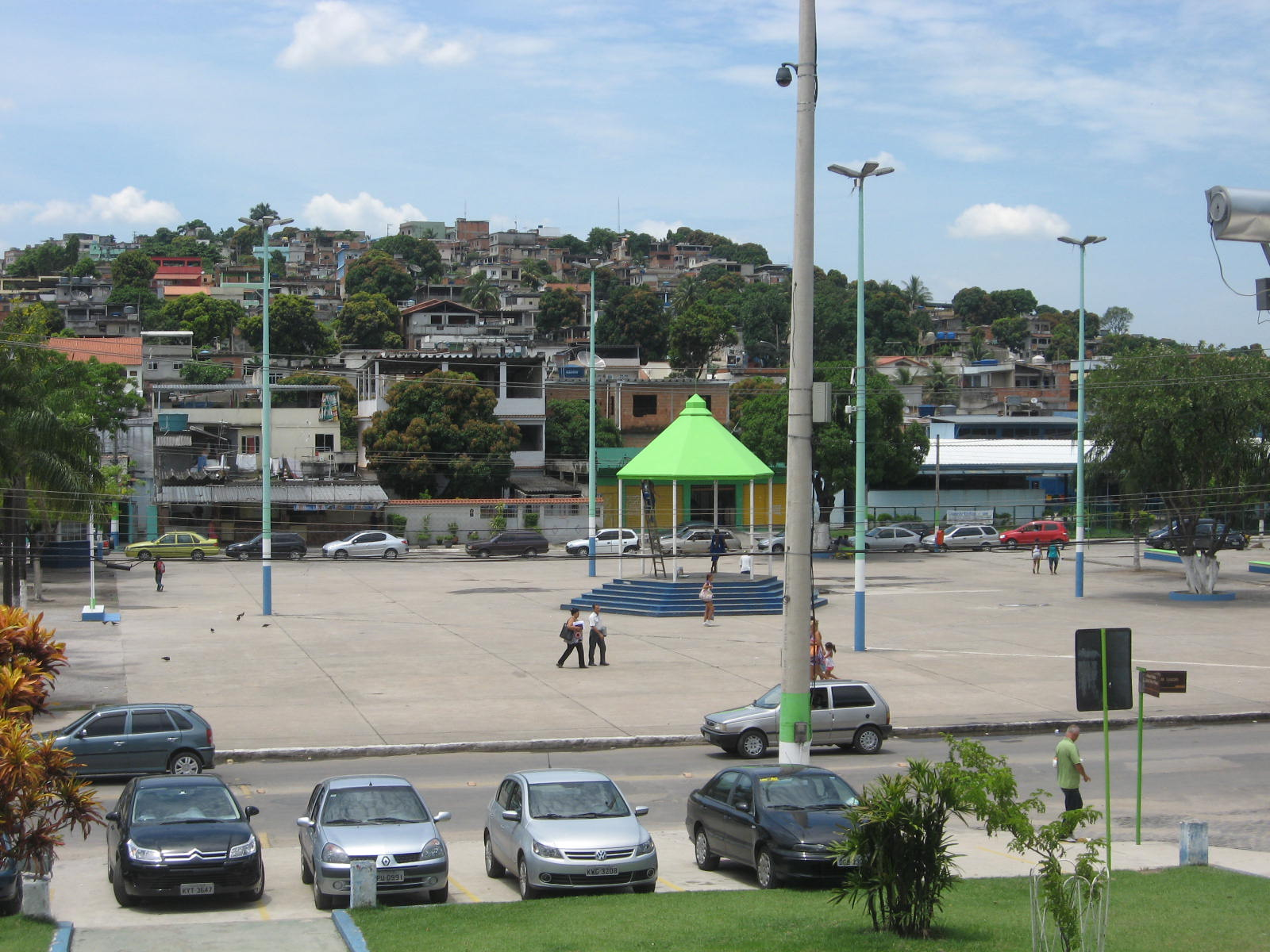
Vilar dos Teles
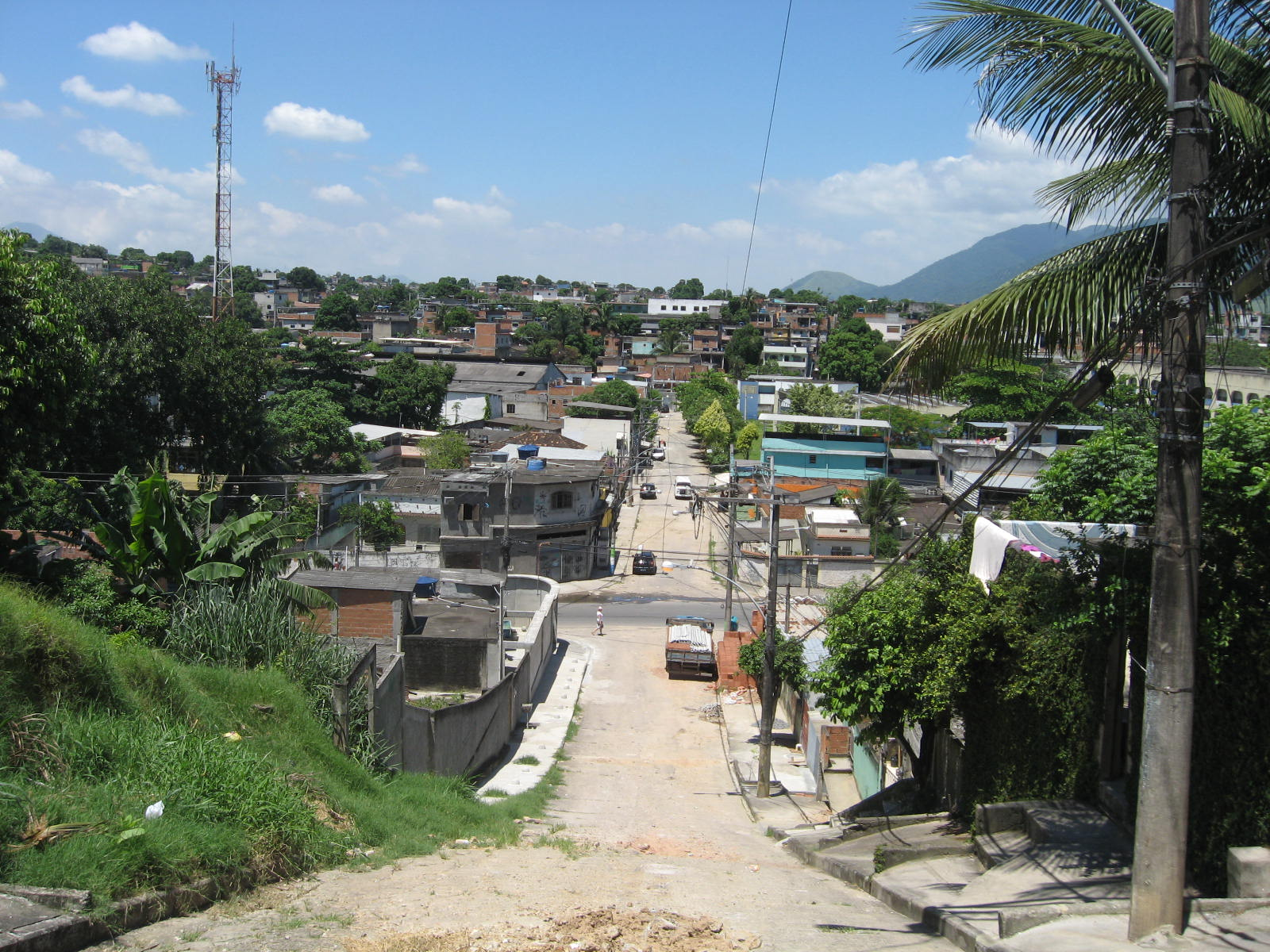
Vila Tiradentes
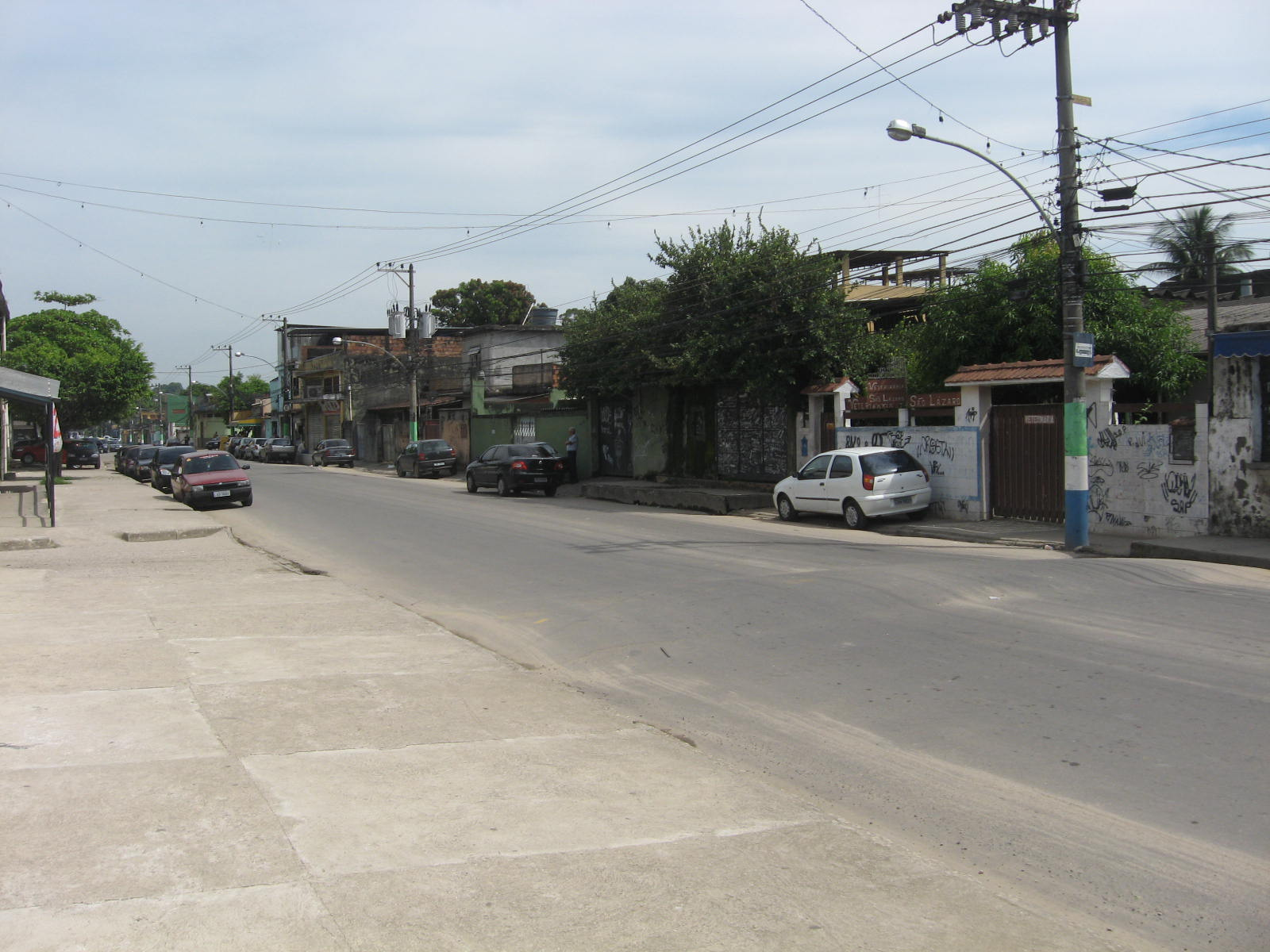
Jardim Meriti
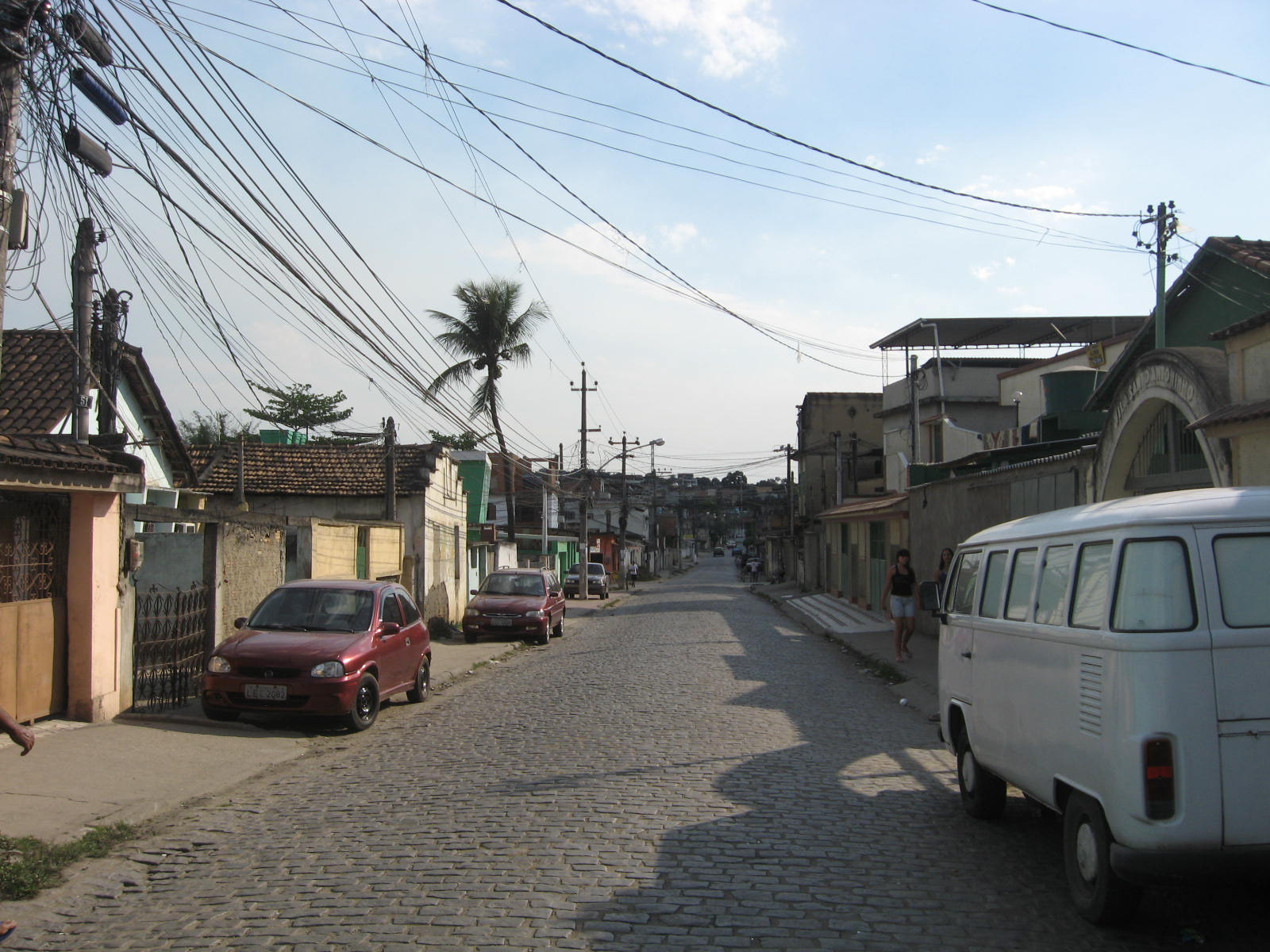
Tomazinho
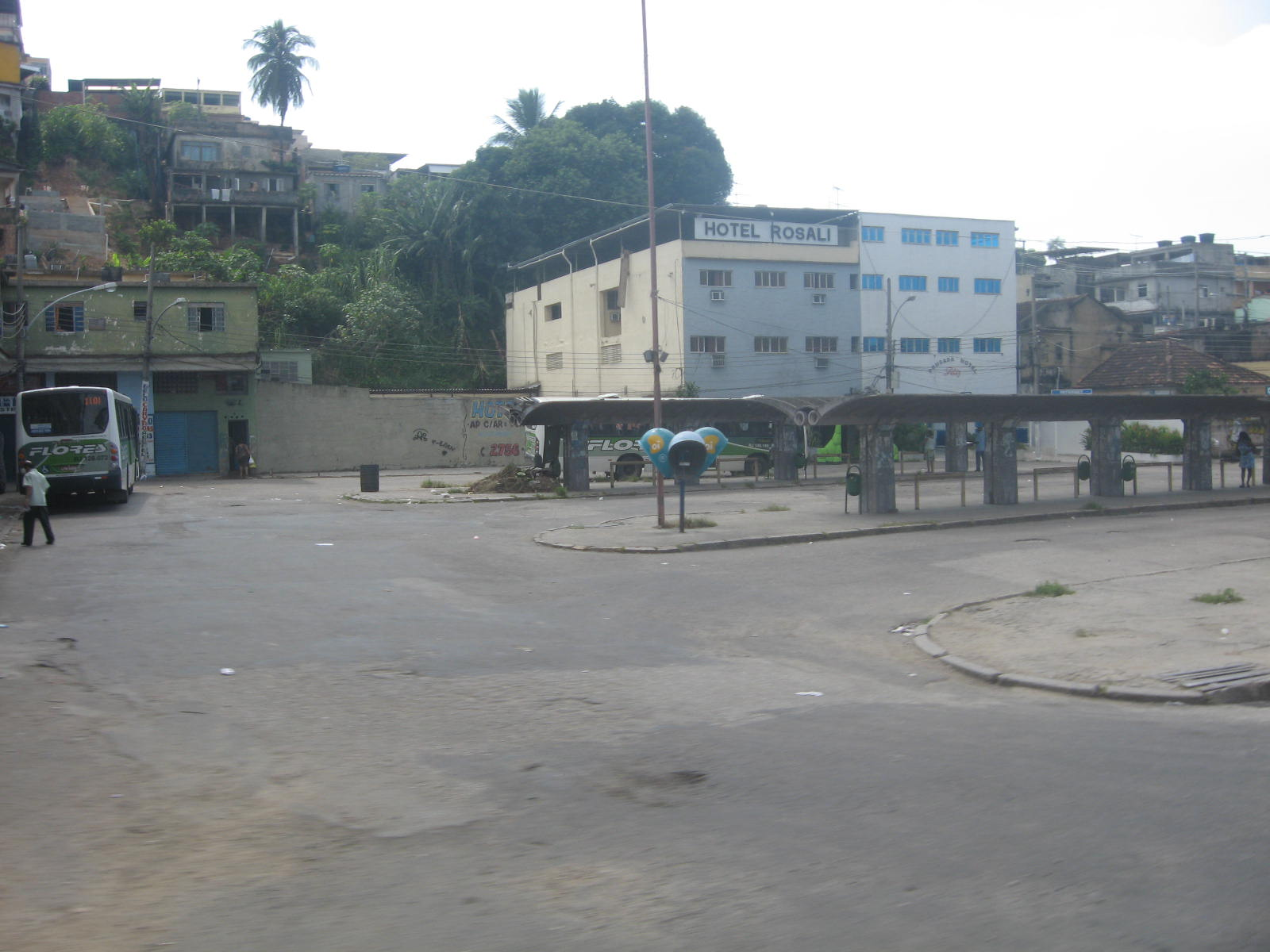
Vila Rosali
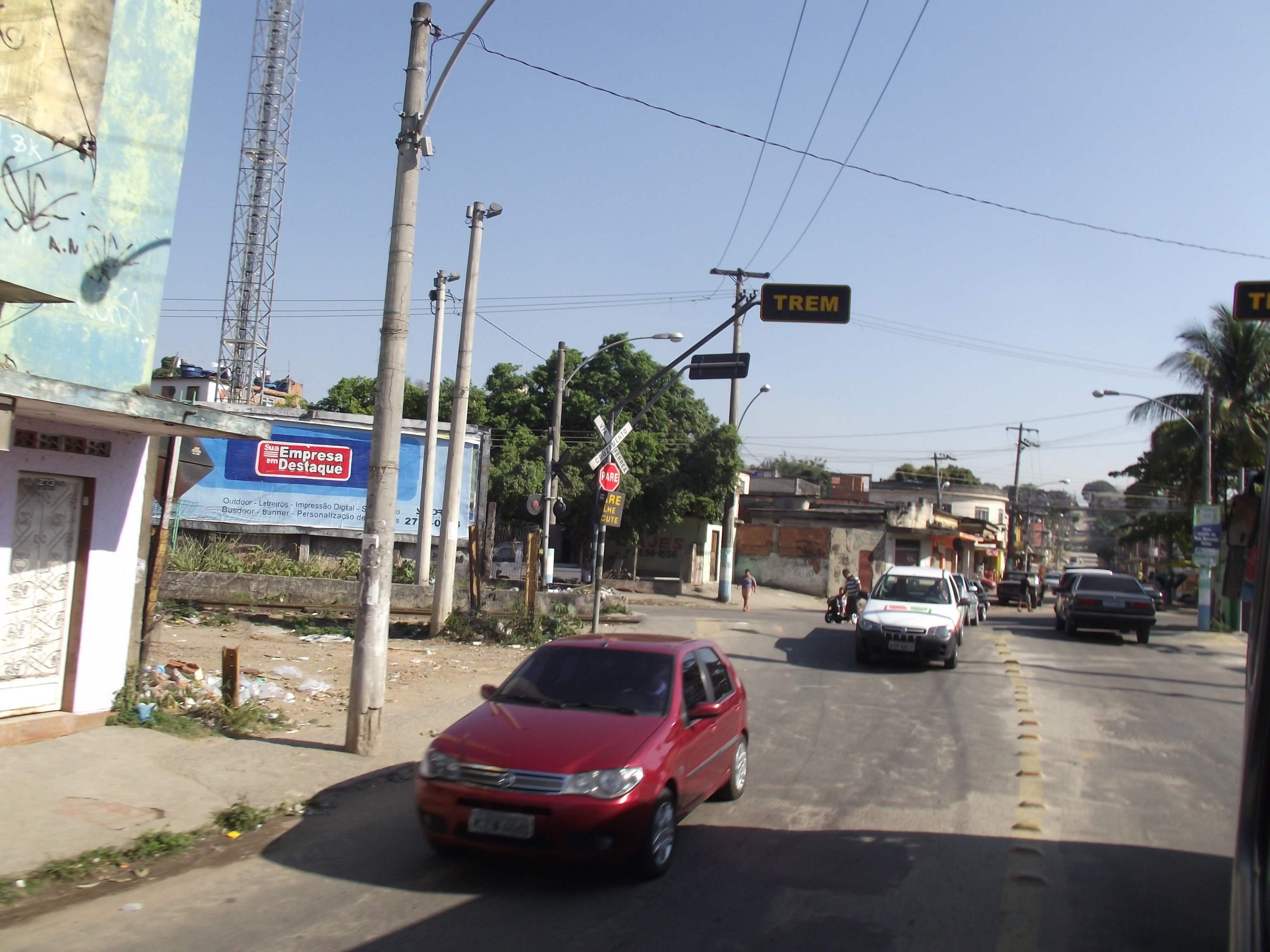
São Mateus

## Infraestrutura

### Saneamento básico[15]
- Parcela da população sem coleta de esgoto: 39,5%
- Esgoto tratado: 0%
- Perdas na distribuição de água: 39,5%
- Perda no faturamento: 62,3%

A população não dispõe de qualquer tratamento de esgoto e anualmente são lançados mais de 32 milhões de metros cúbicos de esgoto não tratado às margens do rio Sarapuí e afluentes. O descaso histórico dos políticos locais e estaduais coloca o município entre as 20 piores cidades do Brasil no quesito saneamento básico.

## Transportes
São João de Meriti é beneficiada por ligar outros municípios da Baixada Fluminense ao Rio de Janeiro. A grande maioria dos ônibus que saem de outras cidades da Região Metropolitana para a capital passam por São João de Meriti, por meio da Via Light e da Rodovia Presidente Dutra, bem como atravessando o Centro e bairros como Vilar dos Teles e Coelho da Rocha.
Há inúmeras linhas de ônibus para bairros da maioria dos municípios da Baixada Fluminense e da capital (Zona Norte, Centro e Zona Oeste), bem como para o município de Niterói.
O município é cortado por duas ferrovias: o Ramal Belford Roxo da Supervia (remanescente da antiga Estrada de Ferro Rio d'Ouro), um ramal de trens de subúrbio que liga o município à cidade vizinha de Belford Roxo e a Linha Auxiliar da antiga Estrada de Ferro Central do Brasil, ligando o município à cidade de Japeri, porém atualmente voltada ao transporte de cargas e estando o trecho da linha concedido à MRS Logística. Ambas as linhas fundem-se em uma só na ligação da cidade com a capital fluminense.

### Principais acessos rodoviários
- RJ-085 — Avenida Automóvel Clube
- RJ-081 — Via Light
- RJ-071 — Linha Vermelha
- BR-116 — Rodovia Presidente Dutra

### Trem
Há quatro estações na cidade, todas do Ramal Belford Roxo da Supervia.
- Pavuna/São João de Meriti (no limite com o município do Rio de Janeiro)
- Vila Rosali
- Agostinho Porto
- Coelho da Rocha[20]

### Metrô
É o único município da Baixada Fluminense que não precisa de ônibus com integração ao metrô. A distância do Centro de São João de Meriti é de apenas 700 metros até a plataforma da Linha 2 na Estação Pavuna do MetrôRio.

## Centro comercial
O município possui alguns centros comerciais nos bairros do Centro, Vilar dos Teles, São Mateus, Jardim Metrópole, Jardim Botânico, Coelho da Rocha e Jardim Meriti onde fica a Prefeitura e outros órgãos públicos e o Shopping Grande Rio (localizado no Parque Barreto), sendo este o maior shopping da cidade e considerado um dos maiores centros de compras da Baixada Fluminense.
O município ainda abriga alguns dos centros culturais da cidade, a saber: O SESC de São João de Meriti, o centro cultural do IPAHB., além de um bom centro comercial contendo lojas tradicionais na cidade como, por exemplo: Fersan Abrasivos, Amigão e Alfaiataria Cunha.

## Política

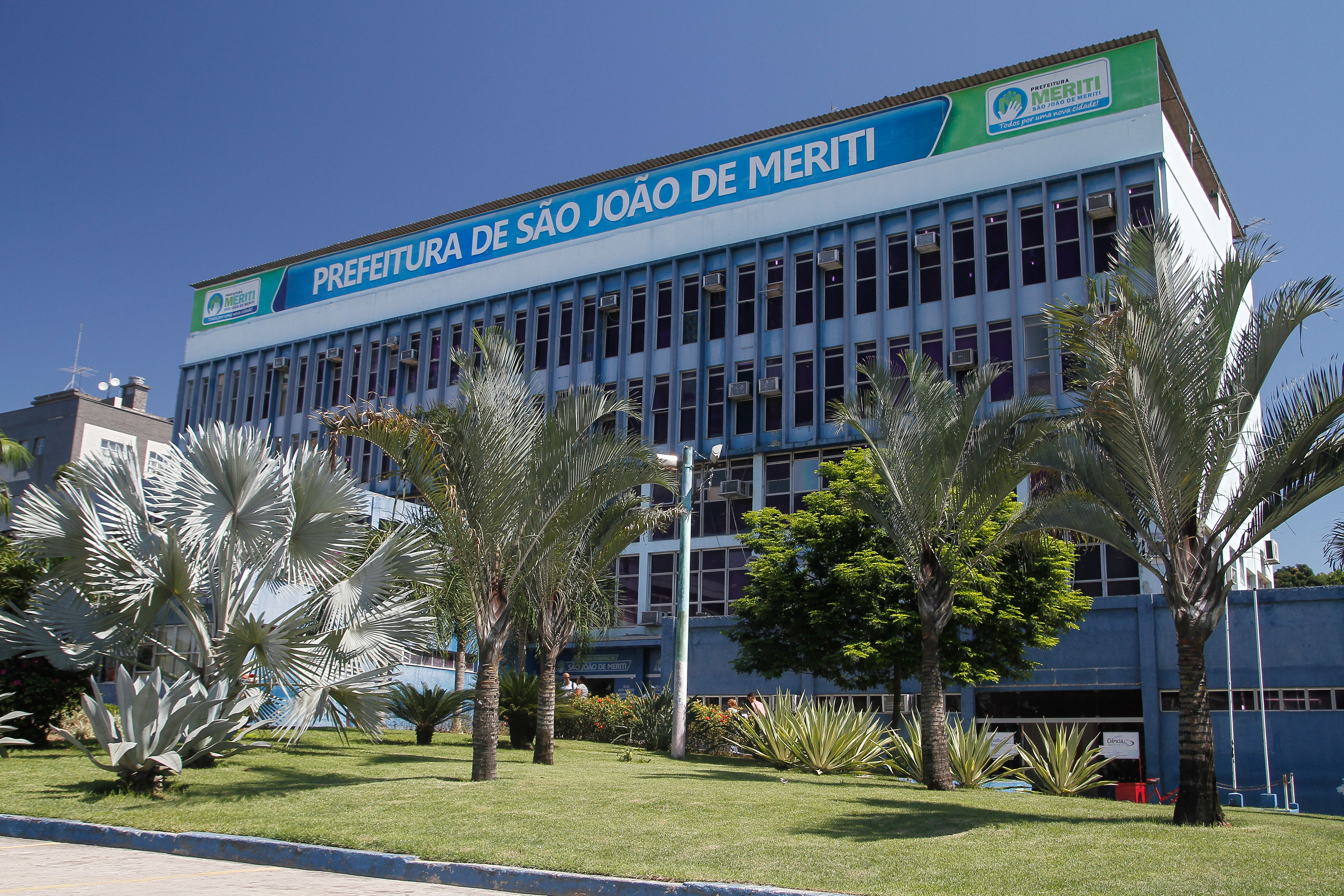
Sede da Prefeitura Municipal de São João de Meriti. Foto: Gláucio Burle

### Administração
Esta é uma lista dos administradores de São João de Meriti, incluindo interventores e prefeitos nomeados ou eleitos diretamente.
| Nº | Nome                          | Partido      | Início                 | Fim                    |
| 1  | Aníbal Viriato de Azevedo     |              | 21 de agosto de 1947   | 23 de outubro de 1947  |
| 2  | José dos Campos Manhães       |              | 23 de outubro de 1947  | 31 de janeiro de 1951  |
| 3  | Plácido de Figueiredo         |              | 31 de janeiro de 1951  | 1952                   |
| 4  | Oswaldo Marcondes de Medeiros |              | 1952                   | 1952                   |
| 5  | Alberto Rocha Possa           |              | 1952                   | 1952                   |
| 6  | Miguel Archanjo de Medeiros   | UDN          | 12 de agosto de 1952   | 30 de setembro de 1952 |
| 7  | Elpídio Esteves Salles        |              | 1952                   | 1952                   |
| —  | Miguel Archanjo de Medeiros   | UDN          | 1952                   | 1955                   |
| 8  | Waldemiro Proença Ribeiro     |              | 3 de janeiro de 1955   | 31 de janeiro de 1955  |
| 9  | Domingos Corrêa da Costa      |              | 31 de janeiro de 1955  | 31 de janeiro de 1959  |
| 10 | Ário Woltz Theodoro           |              | 31 de janeiro de 1959  | 31 de janeiro de 1963  |
| 11 | Domingos Corrêa da Costa      |              | 31 de janeiro de 1963  | 31 de janeiro de 1967  |
| 12 | José de Amorim Pereira        |              | 31 de janeiro de 1967  | 27 de março de 1968    |
| 13 | Alzira dos Santos da Silva    |              | 1968                   | 1970                   |
| 14 | José de Amorim Pereira        | ARENA        | 1970                   | 8 de julho de 1970     |
| 15 | João Batista Barreto Lubanco  | ARENA        | 8 de julho de 1970     | 31 de janeiro de 1971  |
| 16 | Alayr Moreira Dias            | MDB          | 31 de janeiro de 1971  | 31 de janeiro de 1973  |
| 17 | Denoziro Afonso               | MDB          | 31 de janeiro de 1973  | 1977                   |
| 18 | Juary Silva                   |              | 1977                   | 31 de janeiro de 1977  |
| 19 | Celestino dos Santos Cabral   |              | 1977                   | 14 de maio de 1982     |
| 20 | Ramiro Martins Lucas          |              | 14 de maio de 1982     | 31 de janeiro de 1983  |
| 21 | Manoel Valência Opasso        | PDT          | 1 de fevereiro de 1983 | 13 de dezembro de 1983 |
| 22 | José Cláudio da Silva         | PDT          | 13 de dezembro de 1983 | 14 de dezembro de 1983 |
| -  | Manoel Valência Opasso        | PDT          | 14 de dezembro de 1983 | 2 de outubro de 1984   |
| -  | José Cláudio da Silva         | PDT          | 3 de outubro de 1984   | 4 de outubro de 1984   |
| -  | Manoel Valência Opasso        | PDT          | 4 de outubro de 1984   | 30 de agosto de 1985   |
| -  | José Cláudio da Silva         | PDT          | 30 de agosto de 1985   | 31 de dezembro de 1988 |
| 23 | José de Amorim Pereira        | PL           | 1º de janeiro de 1989  | 31 de dezembro de 1992 |
| 24 | Adilmar Arcênio dos Santos    | PMDB         | 1º de janeiro de 1993  | 30 de novembro de 1996 |
| 25 | Jonas Peixoto da Silva        | PDT          | 1º de dezembro de 1996 | 31 de dezembro de 1996 |
| 26 | Antônio de Carvalho           | PFL          | 1º de janeiro de 1997  | 31 de dezembro de 2000 |
| 26 | Antônio de Carvalho           | PMDB         | 1º de janeiro de 2001  | 31 de dezembro de 2004 |
| 27 | Uzias Mocotó                  | PMDB         | 1º de janeiro de 2005  | 31 de dezembro de 2008 |
| 28 | Sandro Matos                  | PR           | 1º de janeiro de 2009  | 31 de dezembro de 2012 |
| 28 | Sandro Matos                  | PDT PHS      | 1º de janeiro de 2013  | 31 de dezembro de 2016 |
| 29 | João Ferreira Neto            | PR DEM       | 1º de janeiro de 2017  | 31 de dezembro de 2020 |
| 29 | João Ferreira Neto            | DEM PL       | 1º de janeiro de 2021  | 31 de dezembro de 2024 |
| 30 | Leonardo Vieira Mendes        | REPUBLICANOS | 1º de janeiro de 2025  | -                      |

## Saúde
A saúde em Meriti contém clínicas, postos e hospitais públicos e particulares em alguns bairros do município.
- Emergências 24 horas
- Centros de Saúde (Realizam atendimento ambulatorial).
- Centros de Atendimento Psiquiátrico e Psicológico (CAPS)
- Unidades Mistas (Ambulatorial e PSF)
- Programa de Saúde da Família (PSF)[21][21]

## Cultura

### Datas comemorativas
| 24 de junho  | Padroeiro da cidade (São João Batista) |
| 21 de agosto | Emancipação de São João de Meriti      |

### Rodeio Meriti
O Rodeio Meriti é um evento esportivo e cultural que acontece na semana de aniversário do município. Ocorre, em geral, no Centro de Eventos da Fonte Carioca. O Rodeio Meriti conta com shows de artistas conhecidos, de vários estilos, desde o sertanejo até o funk, além de dois concursos de beleza e parque de diversões. Em 2012 o rodeio não foi realizado, pois o poder público procurava melhorar o local onde ele é realizado. Não foi realizado mais desde 2014, devido ao parque de eventos ser utilizado para despejo de lixo e o abandono do local pelo poder público.

### Futebol

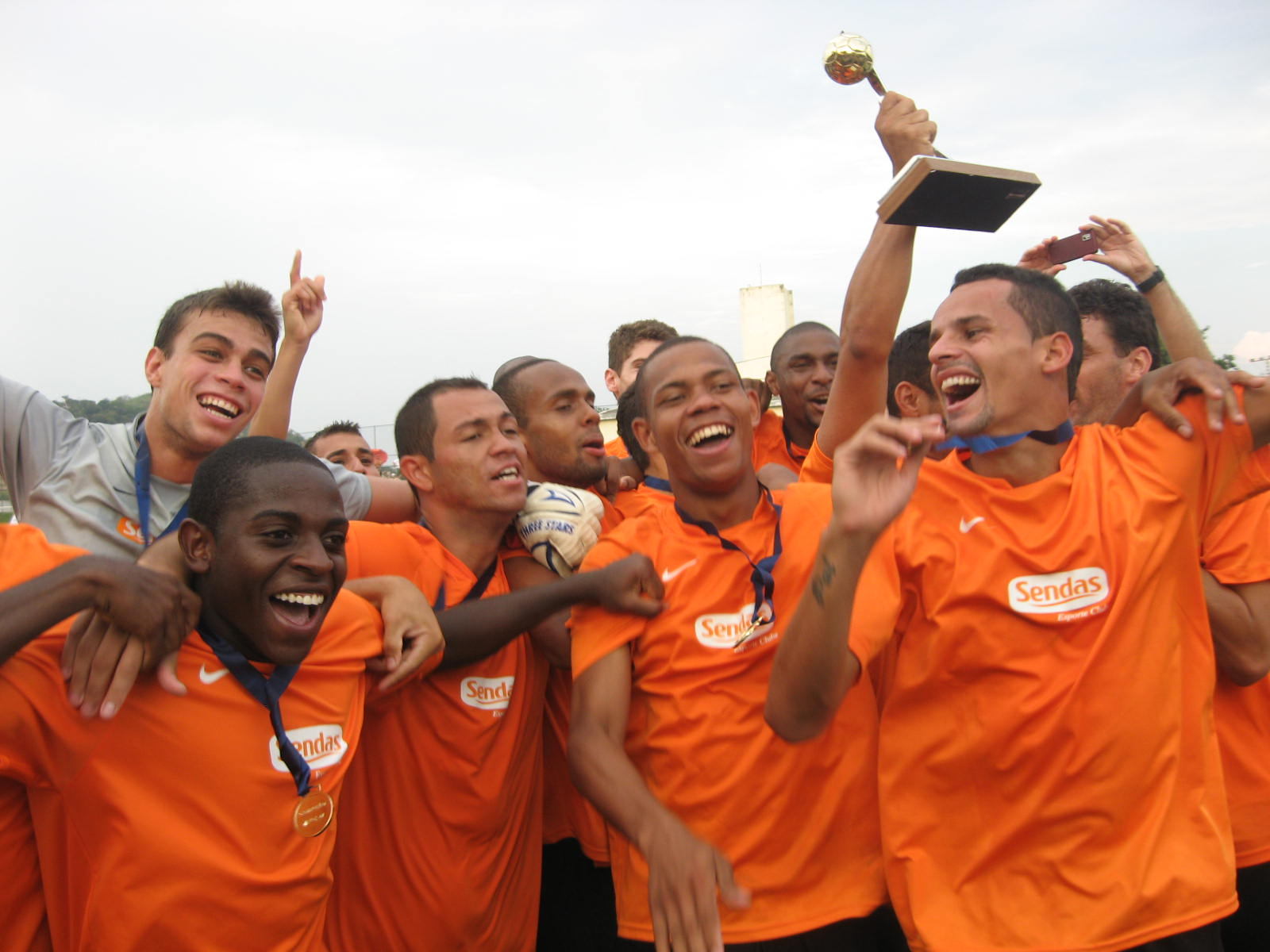
Audax Rio (ainda com o nome de Sendas Pão de Açúcar Esporte Clube) campeão da Copa Rio em 2010

O clube de maior expressão do município no momento é o Audax Rio de Janeiro Esporte Clube ou simplesmente Audax Rio.
O clube, em 2010, (ainda com o nome de Sendas Pão de Açúcar Esporte Clube) conquistou a Copa Rio e com esse título conquistou uma vaga para participar da Série D do Campeonato Brasileiro em 2011, participando pela primeira vez na história de uma competição em nível nacional.
Em 2012, a "Laranja Mecânica" conquistou a segunda colocação na Série B do Campeonato Estadual e, consequentemente, conquistou uma vaga para participar da Série A do Campeonato Carioca de 2013.
Em 2014, a equipe fez péssima campanha na Série A e foi rebaixada para a Série B1 do Campeonato Carioca, onde a equipe está disputando até hoje.
Outro clube de São João de Meriti é o Tomazinho Futebol Clube, que, atualmente, joga a Série C (4ª Divisão) do Campeonato Estadual do Rio de Janeiro.
O ex-jogador Juary nasceu em São João de Meriti. Fora do futebol, há um outro esportista meritiense de nascimento. É o ex-jogador de vôlei André Nascimento, que foi medalha de ouro nos Jogos Olímpicos de Verão de 2004, no Jogos Pan-Americanos de 2007 e bicampeão mundial em 2002 e 2006.

### Carnaval
Em São João de Meriti, está sediada a tradicional Unidos da Ponte, que já participou do Grupo Especial do carnaval carioca, atualmente desfila nos grupos inferiores. Além dela, tem a Matriz de São João de Meriti, formada por integrantes do antigo Bloco das Piranhas do município e a Independente de São João de Meriti, criada a partir da fusão da Independente da Praça da Bandeira com a Unidos do Coqueiro, escola antiga da cidade, que retornou em 2009, sendo que em 2013, passou somente a desfilar no município.

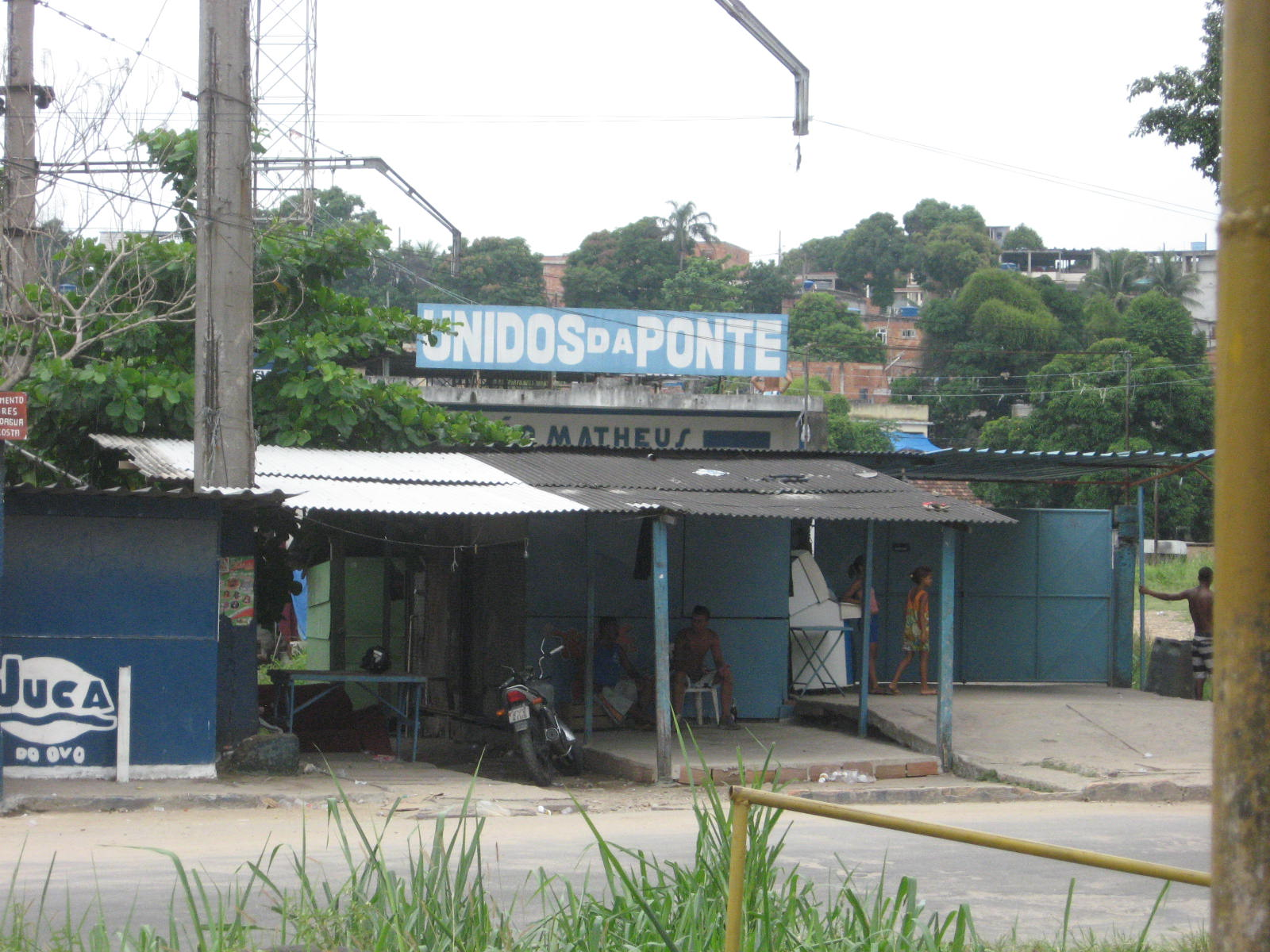
Sede da Unidos da Ponte, localizada na Antiga Estação Ferroviária São Mateus.

Houve também uma tentativa de voltar até carnaval no município, idealizado por uma liga, o que no entanto, devido a condições financeiras, devido ao município ser inadimplente, não foi realizado. Mas, em 2012, voltou o carnaval de rua no município, com o desfile dos blocos carnavalescos. E nesse mesmo ano, foi criada a Associação Carnavalesca Meritiense, que passa a organizar o carnaval da cidade. Em 2015, com a filiação da Alegria do Vilar ao Grupo de Acesso D, São João de Meriti passa novamente a ter três representantes no Carnaval Carioca.